# Rumunská národní knihovna
Rumunská národní knihovna (rumunsky Biblioteca Națională a României) byla založena v roce 1859 v Bukurešti. K roku 2023 čítá její sbírka na 13 milionů položek. V roce 2012 získala novou budovu, jejíž výstavba stála 110 milionů eur. Její výstavba se vlekla 25 let, zkomplikoval ji pád komunismu v Rumunsku. Ke vzácným rukopisům ve sbírce patří Codex Aureus Laureshamensis.